# Nizar ben al-Mustansir
Nizâr ben al-Mustansir, surnommé Al-Mustafâ li-Dîn Allâh (26 septembre 1045 - 1097, au Caire) est le fils d'Al-Mustansir bi-llah, huitième calife fatimide et dix-huitième imam ismaélien.
Candidat malheureux à la succession de son père, il a été vénéré après sa mort par la secte des ismaéliens nizârites, connue sous le nom de secte des Assassins.

## Biographie
Son père est devenu calife et imam en 1036, à l'âge de sept ans. Il est resté sous l'emprise de ses vizirs. À sa mort, en 1094, son dernier vizir Badr al-Jamali, au pouvoir depuis 1073, est parvenu à remettre de l'ordre en Égypte. Cependant l'empire continue à décliner. Les Seldjoukides prennent la Syrie et certaines parties de l'Arabie.
En 1062, Al-Mustansir bi-llah confie à Nizâr une mission, à la tête de des armées fatimides, dans le port de Damiette.
En 1078, Hassan ibn al-Sabbah est au Caire. La cour est divisée sur le choix du successeur d'Al-Mustansir Billah sur le trône califal. Nizâr serait le successeur désigné par son père, mais le vizir Badr al-Jamali aurait préféré que ce soit son jeune frère Al-Musta'li. En 1090, Hassan ibn al-Sabbah prend parti pour celui qui serait l'héritier légitime Nizâr. Il part pour la Perse où il prend la forteresse d'Alamut, près de Qazvin.
Badr al-Jamali meurt à la fin de l'année 1094. Son fils Al-Afdhal lui succède dans ses fonctions de vizir avec le titre de Shahanshah. À la mort du calife, peu de temps après, Al-Afdhal va imposer la candidature d'Al-Musta'li, qui n'a que vingt ans, faisant de Nizâr son ennemi irréconciliable. Al-Musta'li est marié à la fille d'Al-Afdhal. Al-Afdhal justifie cette nomination. Il aurait prétendu qu'Al-Mustansir avait changé d'avis, il aurait présenté comme argument le témoignage de la sœur d'Al-Mustansir. Nizâr se réfugie alors à Alexandrie où il a quelques soutiens. Il prend alors le titre de Mustapha li-Din Allah et installe une mission de propagande ismaélienne. Hassan ibn al-Sabbah qui mène la diffusion de l'ismaélisme en Perse l'assure de son soutien. Avec l'aide du gouverneur d'Alexandrie Nasr ad-Dawla Aftakin, qui jalouse Al-Afdhal, Nizâr parvient à repousser Al-Afdhal une première fois jusque dans les faubourgs du Caire. Al-Adfal reprend les armes et vient faire le siège d'Alexandrie. La ville se rend peu de temps après. Nasr ad-Dawla Aftakin est condamné à mort et exécuté. Nizâr est fait prisonnier et amené au Caire où son frère Al-Musta'li le fait emmurer.
Nizâr meurt dans sa prison en 1097. Son fils `Alî ben Nizâr al-Hâdî aurait été assassiné en même temps que son père. Seul le petit-fils de Nizâr aurait échappé à la mort emmené par des serviteurs de confiance en Perse se réfugiant auprès de Hassan ibn al-Sabbah à Alamut. Il aurait été élevé avec soin mais en grand secret par Hassan ibn al-Sabbah, grand-maître de la secte des Assassins, pour perpétuer l'ismaélisme nizârite. Ceux qui ont suivi Al-Musta`li, constituent les Mustaliens.